# Peremoha, Barîșivka
Peremoha (în ucraineană Перемога) este o comună în raionul Barîșivka, regiunea Kiev, Ucraina, formată numai din satul de reședință.

## Demografie
Componența lingvistică a comunei Peremoha
     Ucraineană (97,23%)
     Rusă (2,3%)
     Alte limbi (0,41%)
Conform recensământului din 2001, majoritatea populației comunei Peremoha era vorbitoare de ucraineană (97,23%), existând în minoritate și vorbitori de rusă (2,3%).